# لنز تماسی بایونیک

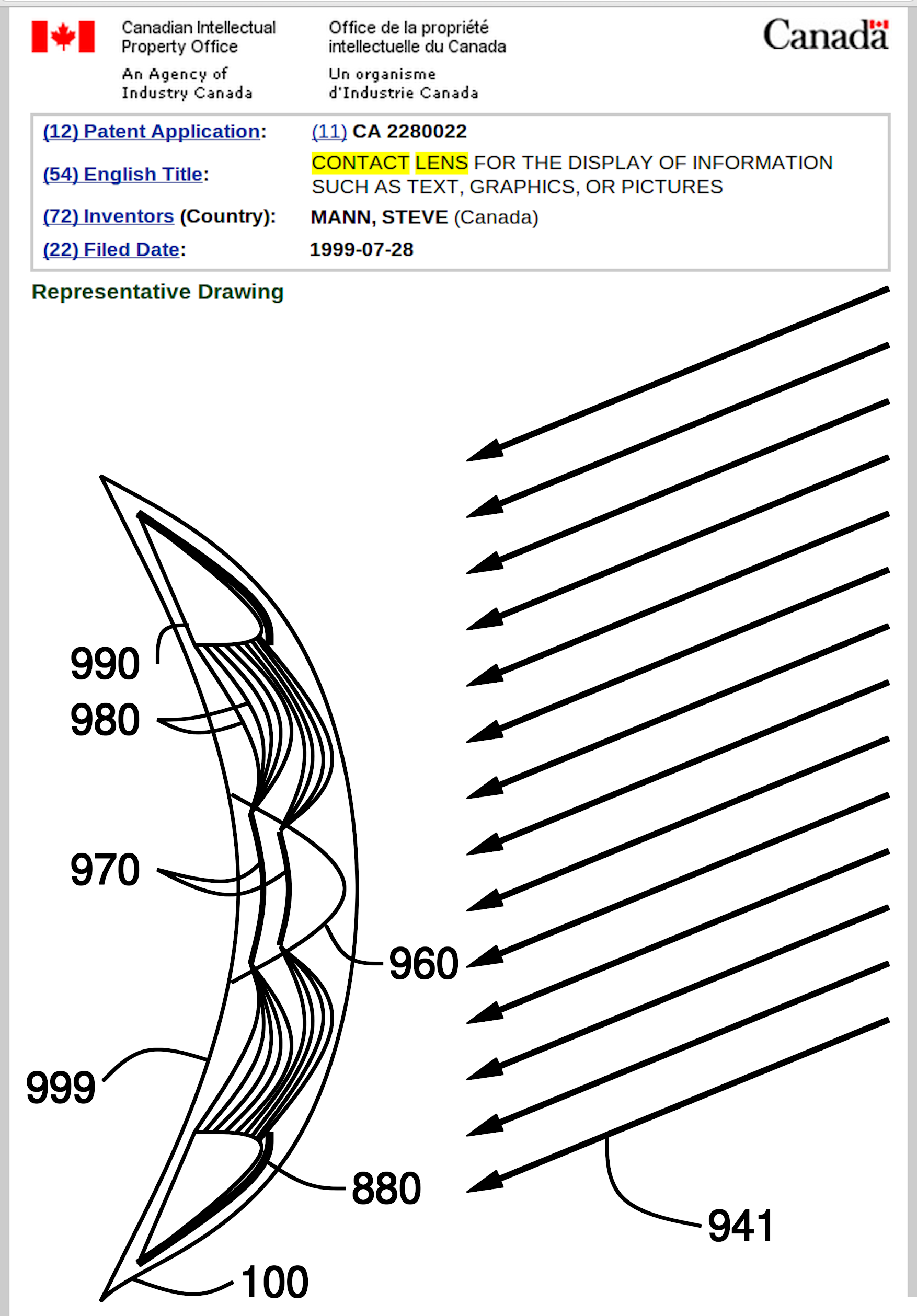
تجسم اولیه نمایش لنز تماسی، درخواست ثبت اختراع کانادایی با شماره ۲۲۸۰۰۲۲، ۲۸ ژوئیه ۱۹۹۹

لنز تماسی بایونیک (انگلیسی: Bionic contact lens) دستگاهی است که همواره توسط سازندگان و توسعه‌دهندگان پیشنهاد شده‌است، لنزهای تماسی بایونیک می‌توانند نمایشگری مجازی کوچکی ارائه دهند که می‌تواند کاربردهای مختلفی از کمک به افراد کم‌بینا گرفته تا بازی‌های ویدیویی داشته باشد. این دستگاه به شکل یک لنز تماسی معمولی همراه با فناوری بیونیک در قالب واقعیت افزوده، با مدارهای الکترونیکی کاربردی و چراغ‌های فروسرخ برای ایجاد یک صفحه نمایش مجازی به بیننده اجازه می‌دهد یک صفحه نمایش کامپیوتری را که بر روی دنیای بیرون قرار گرفته‌است، روی چشم خود ببیند.

## اجزای پیشنهادی
یک آنتن روی لنز می‌تواند فرکانس رادیویی را دریافت کند.
در سال ۲۰۱۶، دانشگاه واشینگتن بر روی «اینتسکتر» کار می‌کرد، اولین نمونه اولیه لنز تماسی با قابلیت وای-فای را نشان داد که می‌تواند مستقیماً با دستگاه‌های تلفن همراه مانند تلفن هوشمند با سرعت داده بین ۲ تا ۱۱ مگابیت بر ثانیه ارتباط برقرار کند.

## توسعه
توسعه اولین نمایشگر لنز تماسی در دهه ۱۹۹۰ آغاز شد.
نسخه‌های آزمایشی این دستگاه‌ها به عنوان اثبات فناوری ساخته شده‌اند، مانند نمونه‌ای که توسط آزمایشگاه ملی سندیا ساخته شده‌است. انتظار می‌رود این لنزها دارای تجهیزات الکترونیکی و قابلیت‌های بیشتری در مناطق خارج از دید چشم (دور عدسی چشم) باشند. انتقال توان فرکانس رادیویی و سلول خورشیدی در پیشرفت‌های آینده انتظار می‌رود. با کارهای اخیر اتصال وای-فای لنزهای تماسی بایونیک تکمیل شده‌است.
در سال ۲۰۱۱، یک نمونه اولیه کارآمد با یک آنتن بی‌سیم و یک صفحه نمایش تک پیکسلی توسعه یافت.
نمونه‌های اولیه قبلی ثابت کردند که می‌توان لنز الکترونیکی بیولوژیکی ایمن ایجاد کرد که مانع دید فرد نشود. مهندسان لنزهای تکمیل شده را روی خرگوش‌ها به مدت ۲۰ دقیقه آزمایش کردند و حیوانات هیچ مشکلی نشان ندادند.